# Viola alta
Viola alta – altówka, której konstrukcję opracował w 1876 altwiolista Hermann Ritter. Pierwszy egzemplarz zbudował lutnik Karl Adam Hörlein z Würzburga. W porównaniu do klasycznej altówki miała proporcjonalnie większe wymiary – długość korpusu wynosiła 48 cm. Strój był taki sam: c, g, d1, a1; w 1898 dodano piątą strunę strojoną e2.
Zamierzeniem Rittera było skonstruowanie altówki, której barwa byłaby jaśniejsza i dźwięczniejsza od nieco stłumionej, nosowej, emitowanej przez instrumenty o tradycyjnych wymiarach. Violą alta zainteresował się Richard Wagner – zaprosił Rittera do współpracy przy organizacji Festiwalu w Bayreuth. 12 lat później w skład orkiestry festiwalowej Orchester der Bayreuther Festspiele wchodziło 5 violi alta. Instrument był chętnie włączany w obsadę orkiestr symfonicznych w epoce romantyzmu. Utwory na nią komponował m.in. Felix Draeseke (sonaty).
Przypuszczalnie z powodu znacznych rozmiarów i trudności wykonawczych z tym związanych viola alta wyszła z użycia.